# Турунтаева, Мария Сергеевна
Мария Сергеевна Турунтаева (10 октября 1926, Багаево, Свияжский кантон, Татарская АССР — 8 января 2025, Зеленодольск, Татарстан) — советский работник сельского хозяйства, доярка колхоза «Путь к коммунизму» Апастовского района Татарской АССР. Герой Социалистического Труда (08.04.1971).

## Биография
Родилась 10 октября 1926 года в селе Багаево Кайбицкого района Татарской АССР. Мария окончила пять классов местной школы и начала работать в колхозе. Отец погиб в Великую Отечественную войну, в семье остались сиротами шестеро детей.
В период Великой Отечественной войны несовершеннолетняя Мария с весны 1942 года работала на ферме. Была мобилизована на лесоразработки, за труд на которых была награждена медалью.
После окончания войны Турунтаева вернулась на молочнотоварную ферму. В 1968 году она получила от каждой закреплённой коровы в среднем по 4000 кг молока. Школа передового опыта Марии Турунтаевой стала распространяться в республике. В 1969—1970 годах она выступила инициатором соревнования животноводов Апастовского района за достойную встречу 100-летия со дня рождения В. И. Ленина. За победу в этом соревновании была занесена в Республиканскую книгу Почёта и награждена медалью «За доблестный труд. В ознаменование 100-летия со дня рождения В. И. Ленина». Учитывая заслуги М. С. Турунтаевой, в 1970 году ей доверили представлять животноводов Татарской АССР на ВДНХ СССР, где она была удостоена бронзовой медали «За заслуги в развитии народного хозяйства СССР».
Указом Президиума Верховного Совета СССР от 8 апреля 1971 года за выдающиеся успехи, достигнутые в развитии сельскохозяйственного производства и выполнении пятилетнего плана продажи государству продуктов животноводства, Турунтаевой Марии Сергеевне присвоено звание Героя Социалистического Труда с вручением ордена Ленина и золотой медали «Серп и Молот».
Вышла на пенсию по болезни в 1973 году, но ещё долго участвовала в общественной жизни колхоза. Затем она переехала жить в город Зеленодольск, где в 2010 году торжественно отмечалось её 84-летие.
Проживала в городе Зеленодольске.
Скончалась 8 января 2025 года в возрасте 98 лет.

## Награды
- Золотая медаль «Серп и Молот» (08.04.1971);
- орден Ленина (08.04.1971)
- Медаль «В ознаменование 100-летия со дня рождения Владимира Ильича Ленина»
- Медаль «За доблестный труд в Великой Отечественной войне 1941—1945 гг.»
- Медаль «За трудовое отличие»
- и другими
- Отмечена дипломами и почётными грамотами.
- Также была награждена медалями СССР, бронзовой медалью ВДНХ СССР, почётными грамотами Президиума Верховного Совета ТАССР, райисполкома и райкома КПСС.